# فاطمه عنبر
فاطمه عنبر نمایشنامه‌ای از محمد چرمشیر است که برای اولین بار در سال ۱۳۸۱ توسط انتشارات روزبهان به چاپ رسیده‌است. کتاب چاپ‌شده متشکل از چهار نمایش‌نامه است: قلاده برای یک سگ مرده، مروارید، رضا موتوری و فاطمه عنبر. نمايشنامه فاطمه عنبر آدم‌های پس از جنگ را تصوير می‌كند و داستان آن دربارهٔ فاطمه عنبر است كه شوهرش قاسم در جنگ پاهايش را از دست داده‌است، و زلزله‌ای رخ می‌دهد و…

## شخصیت‌ها
شخصیت‌های اصلی نمایش‌نامه فاطمه عنبر عبارتند از:
- فاطمه
- قاسم
- بی‌بی
- عصمت
- یحیی

## داستان
فاطمه پس از امتناع از ازدواج با یحیی (برادر عصمت)، با قاسم که هر دو پای خود را در جنگ از دست داده‌است، ازدواج می‌کند. یحیی در شب عروسی فاطمه، فانوس‌ها را می‌شکند و جنجال به‌پا می‌کند. پس از یک سال بر اثر زلزله، سر پناه فاطمه و قاسم ویران شده، و فاطمه خسته از مشکلات و رنج‌های زندگی از این که با یحیی ازدواج نکرده‌است، احساس پشیمانی می‌کند، اما در این گیرودار عصمت به فاطمه خبر می‌دهد که یحیی در زمان وقوع زلزله چشمان خود را از دست داده‌است…

## اجراها
- این نمایشنامه برای اولین بار در سال ۱۳۷۳ به کارگردانی آتیلا پسیانی به‌روی صحنه رفته‌است.[۳]
- نمایشنامه‌خوانی به کارگردانی عباس غفاری در سال ۱۳۸۵.[۲]